# Albert Baur (Maler, 1867)

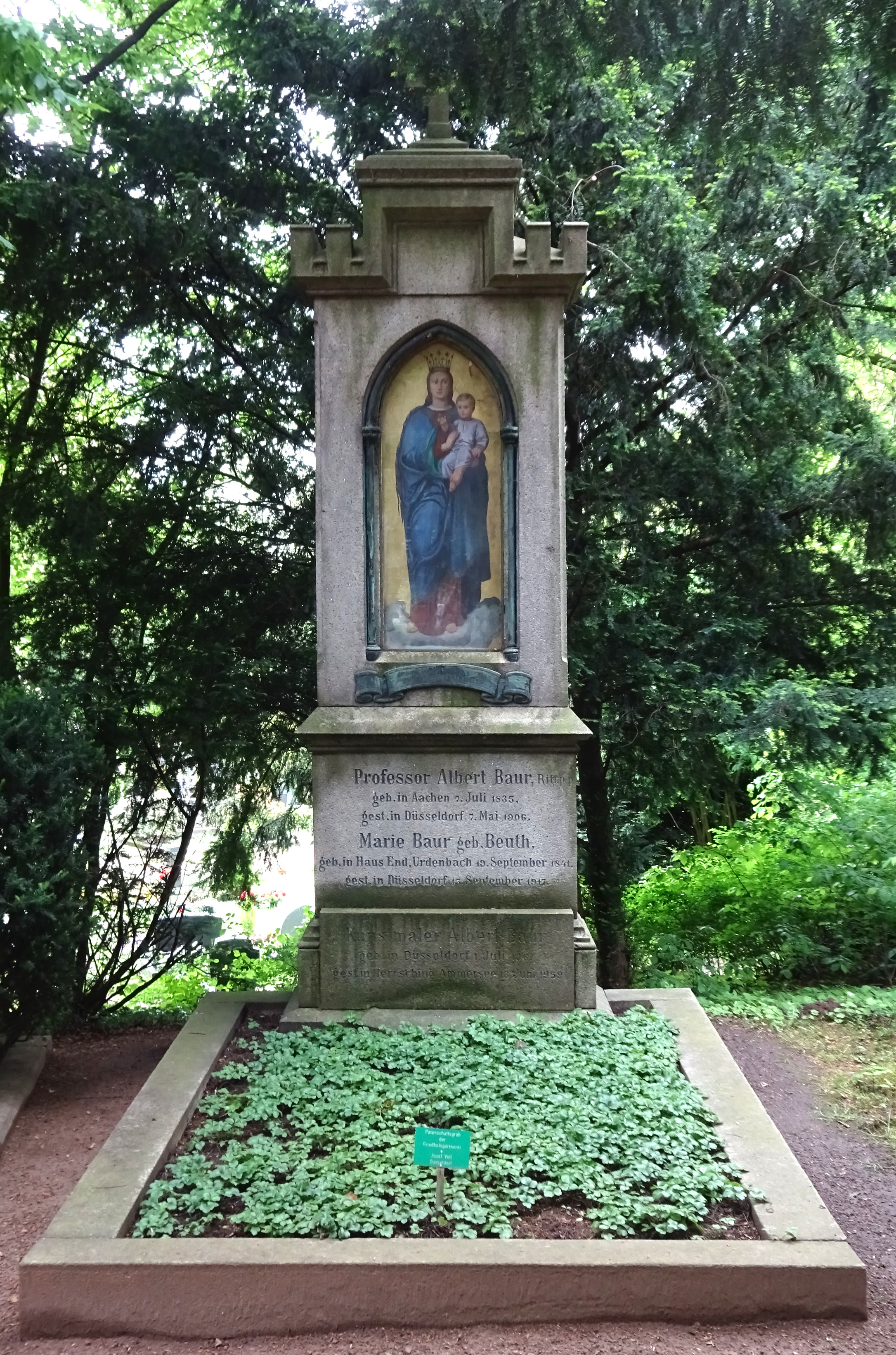
Grabstätte Baur auf dem Nordfriedhof Düsseldorf

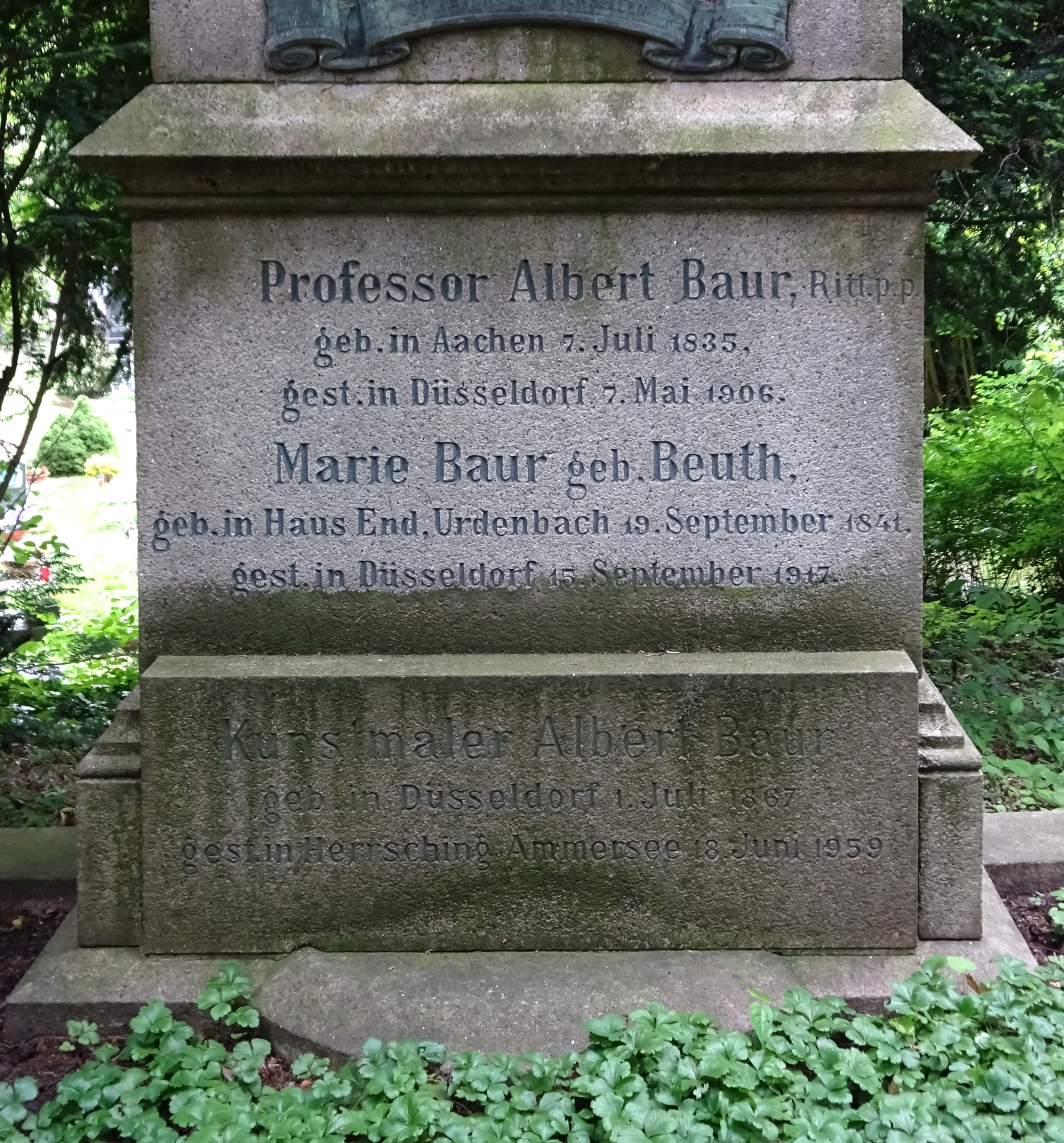
Grabinschrift

Albert Baur, auch Albert Baur der Jüngere (* 1. Juli 1867 in Düsseldorf; † 18. Juni 1959 in Herrsching am Ammersee), war ein deutscher Historien-, Landschafts-, Tier- und Kriegsmaler der Düsseldorfer Schule.

## Leben
Baur wuchs als Sohn des Historienmalers Albert Baur und dessen Ehefrau Anna Maria, geborene Beuth, in Düsseldorf und Weimar auf. Ab 1886 studierte er an der Kunstakademie Düsseldorf, zunächst bei Heinrich Lauenstein, ab 1887 bei Hugo Crola und von 1888 bis 1890 bei Peter Janssen. Es folgten Studienaufenthalte in Italien und der Besuch der Münchener Akademie unter Wilhelm Diez sowie der Akademie der Bildenden Künste Karlsruhe unter Hermann Baisch. Außerdem war er Schüler der privaten Kunstakademie Académie Julian in Paris unter Jules-Joseph Lefebvre und Tony Robert-Fleury. Mitte der 1890er Jahre trat er in das Meisteratelier des soeben an die Kunstakademie Düsseldorf berufenen Malers Claus Meyer ein.
Ab 1898 wirkte Baur in Düsseldorf als selbständiger Maler. Dort war er wie sein Vater Mitglied des Künstlervereins Malkasten. und wohnte im Haus des Vaters in der Sternstraße 24. Um 1902 hatte Baur kurzfristig ein Atelier im Haus Inselstraße 26. Um 1906 heiratete er die Offizierstochter und Malerin Gisela Nütten. Die Tochter Ruth wurde 1909 in Düsseldorf geboren; sie arbeitete später als Ballettmeisterin in Kleve.
Baur schuf große historische Bilder, für die Barmer Ruhmeshalle etwa das Gemälde Der Leiche des erschlagenen Erzbischofs Engelbert von Köln wird vor den Toren von Schloß Burg der Einlaß verweigert. Auf Reisen nach Holland (Katwijk, 1898) und an den Niederrhein entstanden eine Vielzahl von Naturbildern. Er entwarf im Auftrag des Kölner Schokoladeproduzenten Ludwig Stollwerck Sammelbilder für Stollwerck-Sammelalben, u. a. die Serie „Centauren“ für Stollwerck’s Sammel-Album No. 2 von 1898.
Im Ersten Weltkrieg war Baur Kriegsmaler in Russland und Frankreich, nach Kriegsende wieder in Düsseldorf, wo er sich auf Landschafts- und Tierbilder spezialisierte. Ende des Zweiten Weltkriegs wurde ein Großteil seines Lebenswerkes vernichtet. Es erfolgte die Übersiedelung nach Oberfranken mit einer neuen, von bäuerlichen Motiven geprägten Schaffensperiode. 1951 zog er zu seinem Sohn nach Herrsching, wo er 1959 im Alter von 92 Jahren verstarb. Baurs Grabstätte befindet sich auf dem Grab seiner Eltern im Nordfriedhof Düsseldorf.